# يوكيناري سوغاوارا
يوكيناري سوغاوارا (مواليد 28 يونيو 2000) هو لاعب كرة قدم ياباني يلعب في مركز الظهير الأيمن في نادي إي زد ألكمار.

## روابط خارجية
- يوكيناري سوغاوارا على موقع الاتحاد الدولي (مؤرشف)  (الإنجليزية)
- يوكيناري سوغاوارا على موقع الاتحاد الأوربي (الإنجليزية)
- يوكيناري سوغاوارا على موقع رابطة كرة القدم اليابانية للمحترفين (اليابانية)
- يوكيناري سوغاوارا على موقع إي إس بي إن إف سي (الإنجليزية)
- يوكيناري سوغاوارا على موقع قاعدة بيانات كرة القدم.إي يو (الإنجليزية)
- يوكيناري سوغاوارا على موقع ناشيونال فوتبول تيمز (الإنجليزية)
- يوكيناري سوغاوارا على موقع Soccerbase.com (لاعب) (الإنجليزية)
- يوكيناري سوغاوارا على موقع Soccerway.com (الإنجليزية)
- يوكيناري سوغاوارا على موقع عالم كرة القدم.نت (الإنجليزية)